# Boy Blue (canción de Electric Light Orchestra)
«Boy Blue» es una canción del grupo británico Electric Light Orchestra, publicada en el álbum de estudio Eldorado (1974). La canción, compuesta por Jeff Lynne, fue también publicada como el segundo sencillo del álbum exclusivamente en Estados Unidos.

## Grabación
La versión incluida en el álbum comienza con una entrada barroca reminiscente de instrumentos de cuerda que deriva en una secuencia de minimoog. La canción, definida por Jeff Lynne como «una canción sobre un héroe de la Edad Media que todo lo conquista», incluye un solo hacia la mitad de los tres miembros de cuerdas de la banda. Al final de la canción, los instrumentos de cuerda disminuyen rápidamente y se fusiona con el cuarto tema de Eldorado, «Laredo Tornado».
A pesar de abandonar el grupo durante las sesiones de grabación de Eldorado, el bajista Mike de Albuquerque figura en la canción. Según Patrick Guttenbacher: «Mike de Albuquerque abandonó el grupo después de las sesiones de grabación de Eldorado, en la que el poder de su voz se oyó por última vez en un registro de la ELO en el sexto verso de "Boy Blue"».
La canción es un tema antibelicista ajustada a la temática de las Cruzadas y forma el segundo sueño como parte del paisaje onírico de Eldorado. La canción relata la historia de un héroe volviendo de una guerra lejana y la calurosa bienvenida que recibe de la gente de la ciudad. Boy Blue, el personaje de la canción, rechaza el culto al héroe y declara su odio a la guerra y su negativa a utilizar jamás las armas.
«Boy Blue» fue versionada en el álbum tributo Lynne Me Your Ears de Rick Altizer. La versión publicada como sencillo en los Estados Unidos no incluyó la parte instrumental del comienzo y parte del puente orquestal. A diferencia de su predecesor, «Boy Blue» no entró en ninguna lista de éxitos.